# Walter Reed National Military Medical Center
Pour les articles homonymes, voir Walter Reed (homonymie) et Reed.
Le Walter Reed National Military Medical Center (WRNMMC), connu auparavant sous le nom de National Naval Medical Center ou de façon informelle comme le Bethesda Naval Hospital, Walter Reed ou Navy Med, est un centre médical militaire américain situé à Bethesda au Maryland, près du quartier-général des National Institutes of Health. Construit en 1939 et entré en service en 1940, c'est l'un des hôpitaux militaires les mieux connus aux États-Unis parce qu'il a soigné plusieurs Présidents américains du XXe siècle (par exemple, Ronald Reagan y a été opéré d'un cancer du côlon en 1985 ; ou encore Donald Trump qui a été admis le 2 octobre 2020 après avoir été testé positif à la covid 19).
En 2011, le Walter Reed Army Medical Center (WRAMC) a fusionné avec le National Naval Medical Center pour former le WRNMMC.
Le 2 octobre 2020 Après avoir été testé positif au coronavirus après l'épidémie de COVID-19 à la Maison Blanche, le président  Donald Trump avec sa femme, Melania Trump, avaient décidé de s'isoler temporairement dans ce centre médical.

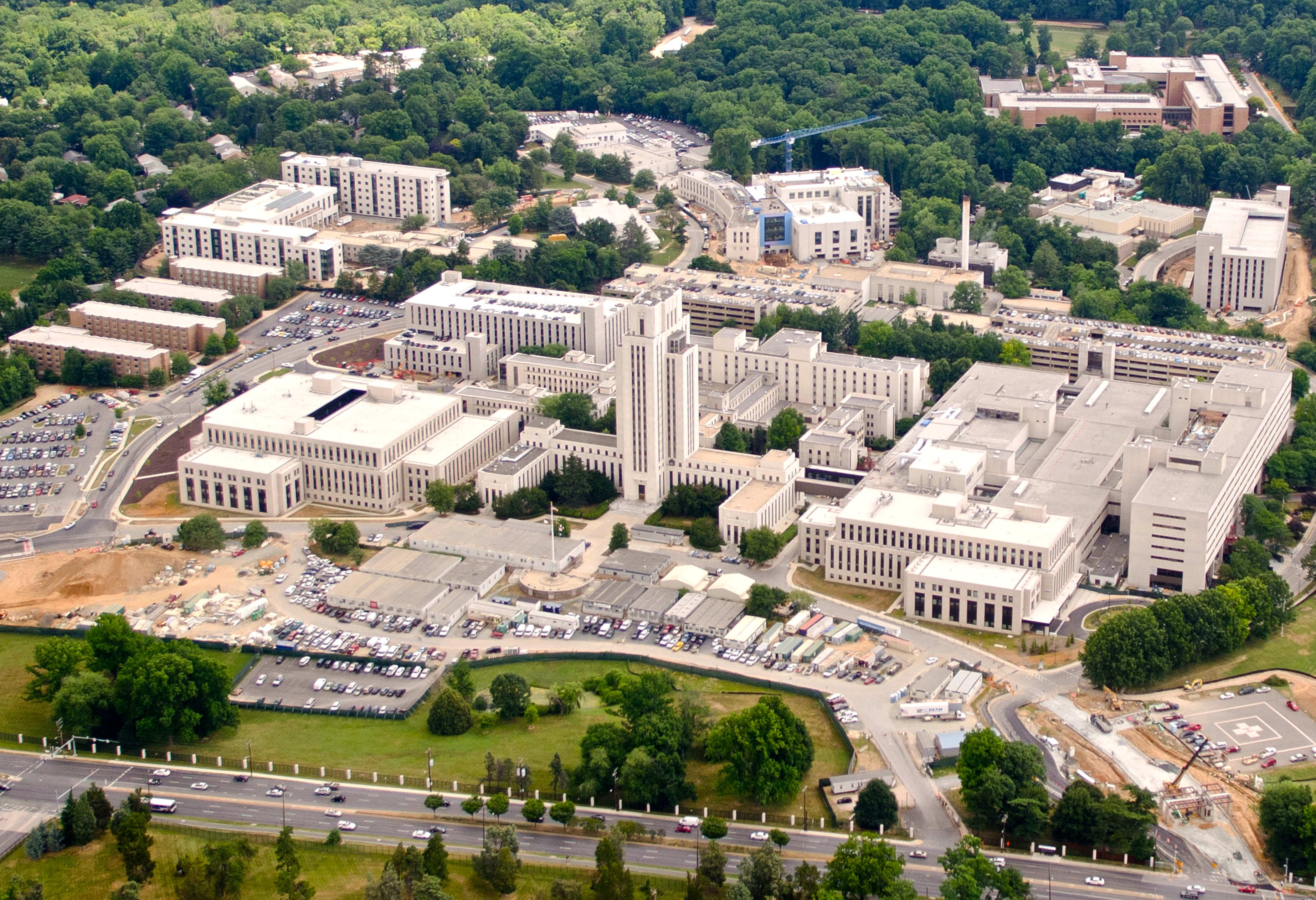
Le WRNMMC en juin 2011.